# Begonia oxyanthera

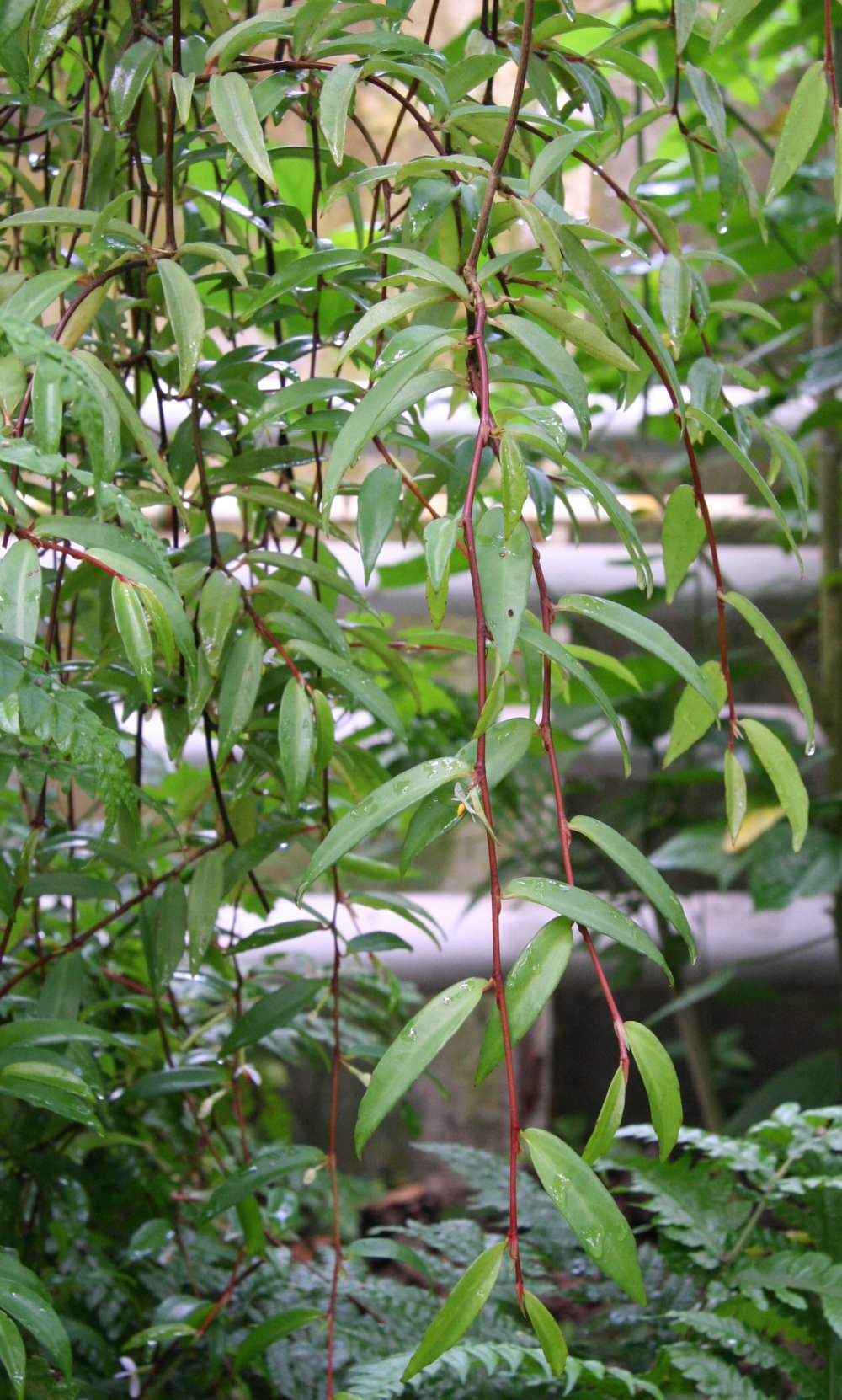

Begonia oxyanthera (synoniem: Begonia jussiaeicarpa) is een plant uit de begoniafamilie (Begoniaceae).
De plant komt van nature voor in Kameroen en Bioko (Equatoriaal-Guinea). De aanwezigheid van deze soort in Nigeria is onzeker. De plant komt voor in bos tussen de 1200 en 2400 m. De soort wordt bedreigd door ontbossing.
De Nationale Plantentuin van België heeft de plant in zijn collectie.

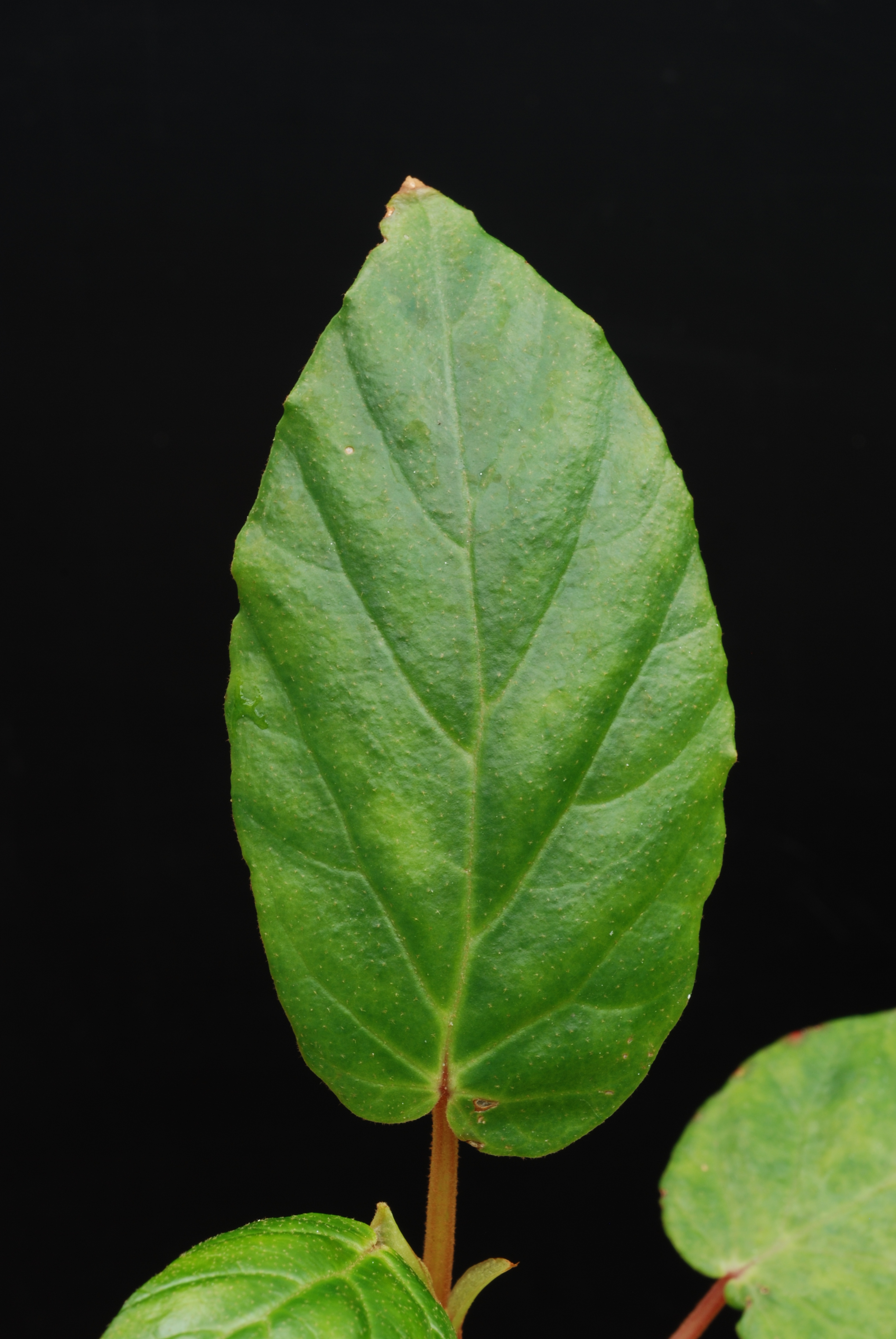
Begonia oxyanthera Warb. Nationale Plantentuin van België

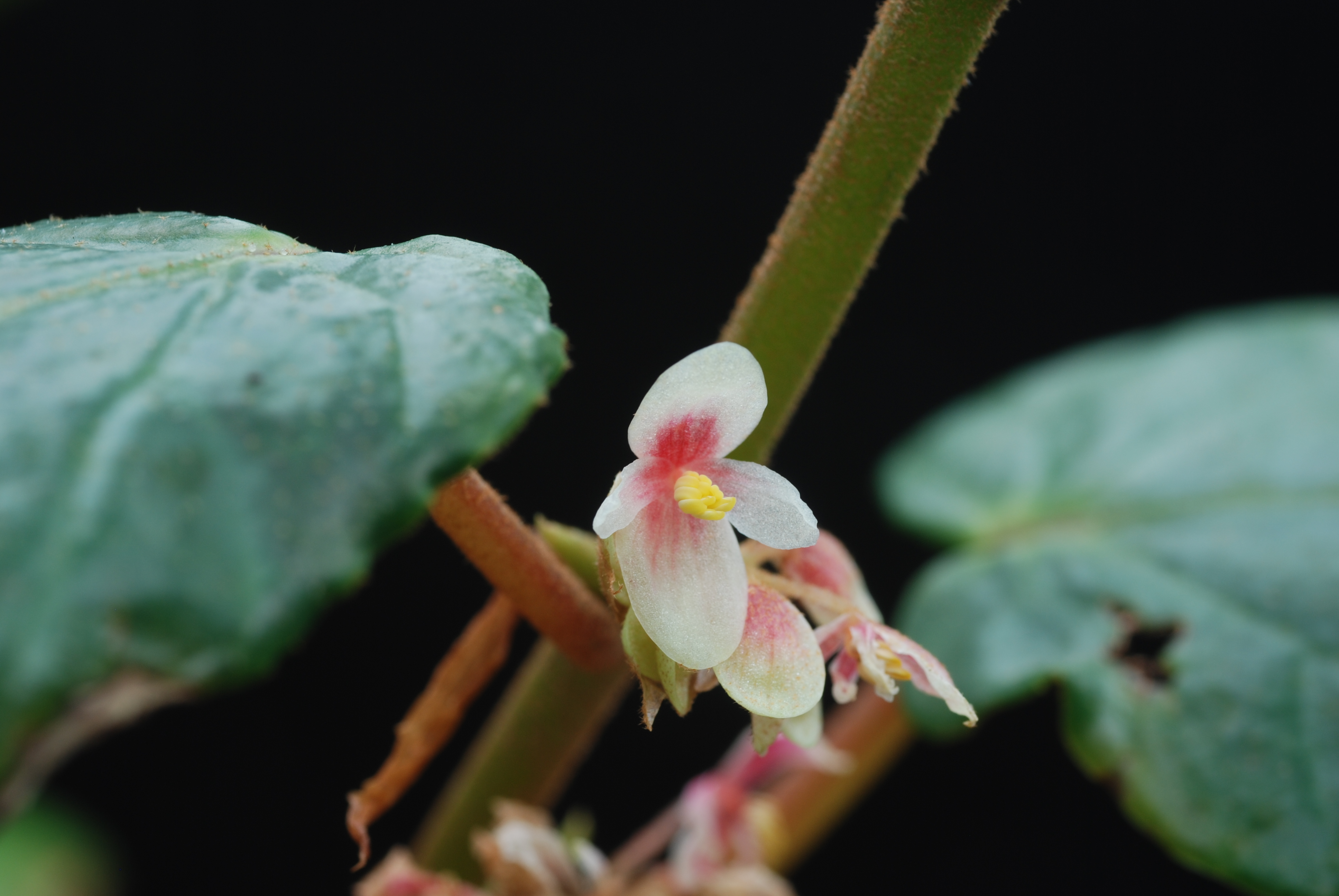
Begonia oxyanthera Warb. Nationale Plantentuin van België